# Альтман, Арье
Арье Альтман (6 января 1902, Балта, Подольская губерния, Российская империя — 21 августа 1982, Иерусалим) — израильский политик, член Кнессета в период с 1951 по 1965 год, представлял партии Херут и ГАХАЛ.

## Биография
Родился 6 января 1902 года в городе Балта. Изучал право и экономику в Императорском Новороссийском университете. В 1921 году он присоединился к организации «Цеирей-Цион», оставаясь её руководителем до 1924 года. В том же году был вынужден эмигрировать, что было вызвано преследованиями советской властью. Он совершил алию в подмандатную Палестину в 1925 году и стал одним из основателей Рабочей сионистской организации. В 1927 году переехал в США, где изучал социологию и политологию в Детройтском, а затем и Нью-Йоркском университете, получив там степень доктора философии в 1935 году.
В 1928 году он присоединился к движению ревизионистского сионизма, а через три года был избран председателем этого движения в США. Вернувшись в 1935 году в Палестину после получения ученой степени, Альтман стал членом редакции ревизионистской газеты долины Ярден, где он возглавлял отдел иностранных дел.
В 1937 году он стал председателем палестинского отделения движения ревизионистского сионизма, а в следующем году стал членом Всемирного Президиума движения. В период с 1939 по 1940 год был членом Еврейского национального совета. После смерти Владимира Жаботинского в 1940 году Арье Альтман стал председателем политического отдела движения ревизионистского сионизма. В 1943 году он отправился в Турцию в качестве эмиссара, чтобы спасти европейских евреев от Холокоста.
В 1945 году стал председателем президиума движения. В 1949 году на выборах в парламент он возглавлял список партии «Ха-Цохар», однако она не преодолела избирательный порог. Затем он присоединился к партии «Херут» и был избран в кнессет на выборах 1951 года. Впоследствии он был переизбран в 1955, 1959 и 1961 годах. В период с 1955 по 1965 год исполнял также обязанности члена городского совета Иерусалима. Умер Арье Альтман в 1982 году в возрасте 80 лет.